# Hyde Mountain Lookout House
La Hyde Mountain Lookout House est une tour de guet américaine du comté de Yavapai, en Arizona. Protégée au sein de la forêt nationale de Prescott, elle a été construite en 1936 par le Civilian Conservation Corps. Elle est inscrite au Registre national des lieux historiques depuis le 28 janvier 1988.